# Bo Skårman
Bo Assar Wilhelm Skårman (i riksdagen kallad Skårman i Alingsås), född 19 september 1908 i Svenljunga, död 20 april 1976 i Alingsås, var en svensk lantmätare och politiker (folkpartist).
Bo Skårman, som var son till en köpman, avlade lantmätarexamen vid Kungliga tekniska högskolan 1930 och anställdes samma år i lantmäteristaten, där han så småningom blev distriktslantmätare i Kristianstad 1945, i Alingsås 1948 och i Vättle distrikt 1961. Han var också vice ordförande i Alingsås stadsfullmäktige 1959–1966.
Han var riksdagsledamot i första kammaren 1964–1970 för Älvsborgs läns valkrets. I riksdagen var han bland annat ledamot i jordbruksutskottet 1967–1970. Han ägnade sig inte minst åt kommunikations- och miljöpolitik.